# Penney Farms
Penney Farms est une ville américaine située dans le comté de Clay en Floride.

## Démographie
| 1930 | 1940 | 1950 | 1960 | 1970 | 1980 |
| ---- | ---- | ---- | ---- | ---- | ---- |
| 825  | 370  | 445  | 545  | 561  | 630  |

| 1990 | 2000 | 2010 | - | - | - |
| ---- | ---- | ---- | - | - | - |
| 609  | 580  | 749  | - | - | - |

Selon le recensement de 2010, Penney Farms compte 749 habitants. La municipalité s'étend sur 1,40 milles carrés (3,63 km2).